# 蝗蝇属
蝗蝇属（学名：Acridomyia）为花蝇科的一个属。本属的一些种类的幼虫寄生于飞蝗。

## 下属物种
本属包括以下物种：
- 加拿大蝗蝇 Acridomyia canadensis Snyder, 1940
- Acridomyia fumisquama Snyder, 1940
- 古北蝗蝇 Acridomyia sacharovi Stackelberg, 1929